# Nachbarn (Fernsehserie)
Nachbarn (Originaltitel: Neighbours) ist eine australische Daily Soap, die erstmals am 18. März 1985 von Seven Network ausgestrahlt wurde. Sie ist die am längsten laufende Serie in der australischen Fernsehgeschichte und eine der längsten Fernsehserien weltweit. Nach 37 Produktionsjahren endete die Serie im Juli 2022. Im November 2022 wurde bekannt, dass der Streamingdienst Amazon Freevee die Serie fortsetzen wird.

## Hintergrund
Nachbarn wurde vom australischen Fernsehproduzent und Drehbuchautor Reg Watson für Grundy Television Productions entwickelt. Watson hatte bereits die erfolgreichen australischen Seifenopern „The Young Doctors“ (1976), „The Restless Years“ (1977), „Prisoner“ (1982) und „Sons and Daughters“ (1982) geschaffen.
Seven Network gab Nachbarn im September 1984 in Auftrag. Die Produktion der Serie begann im November desselben Jahres mit einem Budget von 8 Millionen AU$. Die erste Folge wurde am 18. März 1985 ausgestrahlt. Die Kritiken für die Serie waren positiv, allerdings lief die in Melbourne produzierte Sendung auf dem Markt in Sydney unterdurchschnittlich. Im September 1985 beschloss Seven die Serie nach 170 Episoden einzustellen.
Das mit Seven Networks rivalisierende Network Ten übernahm die Serie umgehend. Nach einer umfangreichen Werbekampagne begann Ten am 20. Januar 1986 die Ausstrahlung der Serie mit Episode 171. Es kam zu erheblichen Änderungen in der Ausrichtung der Serie, vor allem in der Besetzung neuer, jüngerer Darsteller, darunter Jason Donovan als Scott Robinson und Kylie Minogue als Charlene Mitchell. Die Serie öffnete sich damit einem breiten Publikum unter den Teenagern und wurde in Australien, später auch in Großbritannien, ein Hit. Nachdem Kylie Minogue und Jason Donovan international Karriere als Popsänger machten, wurde die Serie in über 50 Länder verkauft.
Trotz der wachsenden Popularität von Nachbarn im Ausland verblasste die Beliebtheit der Serie in Australien Anfang der 1990er Jahre nachdem etliche Darsteller die Serie verlassen hatten. Ab 1993 war Anne Haddy das letzte Besetzungsmitglied, das seit Beginn der Serie dabei war. 1997 musste sie die Serie aus gesundheitlichen Gründen verlassen. Anne Haddy verstarb im Jahr 1999.
In den späten 1990er Jahren erfreute sich die Serie wieder einer wachsenden Popularität in Australien. Ende 2004 stieg Stefan Dennis, der bereits von 1985 bis 1993 Paul Robinson spielte, wieder in die Serie ein.
Im Jahr 2010 traf Ten die kontroverse Entscheidung Nachbarn ab dem 11. Januar 2011 nur noch auf seinem digital ausgestrahlten Spartensender 10 Eleven auszustrahlen. Durch diesen Schritt verlor Neighbours einen signifikanten Teil seiner Fangemeinde in Australien. Zum 31. Oktober 2018 wurde der Sender in 10 Peach umbenannt.
Im März 2020 wurde das 35-jährige Jubiläum von Nachbarn gefeiert. Zu diesem Anlass kehrten einige ehemalige Darsteller zurück.
Nachdem der britische Partnersender Channel 5 entschied die Serie ab August 2022 nicht mehr auszustrahlen, wurde im Juni 2022 die letzte Folge produziert. Die Ausstrahlung des Finales erfolgte am 28. Juli 2022 in Australien und am 29. Juli 2022 im Vereinigten Königreich.

## Internationale Ausstrahlung
Nachbarn wurde in über 50 Länder der Welt verkauft und ist einer der erfolgreichsten Medienexporte Australiens.

### Großbritannien
Noch erfolgreicher als in Australien war Nachbarn im Vereinigten Königreich. Dort wurde die Serie ab dem 27. Oktober 1986 im Rahmen des neu gestalteten Tagesprogramms von BBC One ausgestrahlt. Nachbarn wurde mittags ausgestrahlt und am nächsten Werktag morgens wiederholt. Ab dem 4. Januar 1988 wurde die morgendliche Wiederholung auf den späten Nachmittag verlegt, damit auch Schüler die Serie sehen konnten. Die Serie begann daraufhin ein größeres Publikum anzuziehen und erreichte am 26. Februar 1990 einen Spitzenwert von über 21 Millionen Zuschauern.
Im November 1988 wurden fast alle damaligen Darsteller nach Großbritannien geflogen um einen Auftritt bei der Royal Variety Performance vor Queen Elisabeth II. zu absolvieren.
2008 verlor die BBC die Rechte zur Ausstrahlung der Serie an den Privatsender Channel 5. Ab dem 4. Januar 2016 begann Channel 5 Episoden am selben Tag wie in Australien auszustrahlen. Dies wurde bis zur COVID-19-Pandemie im Jahr 2020 beibehalten.
Im Oktober 2017 schlossen Channel 5 und FremantleMedia einen neuen Vertrag ab, der die jährliche Episodenzahl von 240 auf 258 Folgen erhöhte. Gab es zuvor in Australien während der Weihnachts- und Neujahrszeit eine Ausstrahlungspause, wurde die Serie seitdem das ganze Jahr über ausgestrahlt.

### Deutschland
In Deutschland schien zunächst kein Interesse an Nachbarn zu bestehen. Die Jugendzeitschrift BRAVO startete 1988 eine Leseraktion, um das ZDF zum Kauf der ersten 300 Folgen zu überzeugen. Schließlich sicherte sich SAT.1 die Rechte für die Ausstrahlung im deutschsprachigen Raum. Für die deutsche Bearbeitung zeichnete die Beta-Technik Gesellschaft für Filmbearbeitung mbH in München verantwortlich. Am 9. Oktober 1989 wurde die erste Episode bei SAT.1 ausgestrahlt.
Obwohl die Einschaltquoten gut waren, stoppte SAT.1 die Erstausstrahlung am 18. August 1993 mit Folge 844. Ab dem 19. August 1993 wurde die Serie von Beginn an wiederholt. Ursprünglich kündigte SAT.1 neunzig neue Folgen für das Frühjahr 1994 an, zu einer Veröffentlichung kam es jedoch nicht. Am 28. Juli 1995 beendete SAT.1 auch die Ausstrahlung der Wiederholungen.
Der Pay-TV-Sender Sunset wiederholte Nachbarn vom 1. Dezember 2000 bis zum 30. April 2002.

### Weitere Länder (Auswahl)
- Bahamas
- Barbados: CBC8
- Bermudas
- Belgien: Eén (seit 31. Oktober 1988)
- Dänemark: DR1 (1990–1997)
- Estland
- Finnland: AVA (seit 2008)
- Frankreich: Antenne 2 (1989–1990)
- Griechenland
- Hongkong
- Irland: BBC One (27. Oktober 1986–2000), RTÉ Two (2000–2022)
- Island: Stöð 2
- Kanada: CBC Windsor (1991–1996), CFMT-TV (1991–1995), OUTtv (2017–2019)
- Kenia: KTN
- Malaysia
- Malta
- Niederlande: KRO, VARA
- Neuseeland: Television New Zealand (1988–1997), TV4 (1997–2000), Television New Zealand (2002–2022)
- Nigeria
- Norwegen: TV3 (1990–1997), NRK3 (2008–2009), TV 2 (seit 2014)
- Papua-Neuguinea
- Polen
- Portugal
- Schweden: TV3 (1990–1997), TV4 Plus (2007), TV4 (seit 2009)
- Schweiz
- Seychellen
- Spanien
- Swaziland
- Trinidad
- Türkei
- Uganda
- Vereinigte Staaten: KCOP-TV (3. Juni 1991 – 30. August 1991), WWOR-TV (17. Juni 1991 – 17. September 1991), Oxygen (2004), Hulu (2014)
- Vietnam: VBC (seit 2010)
- Zypern

## Handlung
Die Handlung der Serie spielt in Erinsborough (ein Pseudo-Anagramm der Worte Our Neighbours), einem fiktiven Vorort von Melbourne. Gezeigt werden mehr oder weniger alltägliche Geschichten aus dem privaten und beruflichen Leben der Bewohner der Ramsay Street, einer kurzen Sackgasse.
Zu Beginn der Serie stehen die Familien Ramsay und Robinson sowie der Haushalt des Junggesellen Des Clarke im Fokus. Die Robinsons und die Ramsays haben eine lange Vorgeschichte, durch welche sie häufig in Rivalitäten verwickelt wurden.
Weitere Schauplätze sind der Lassiter's Komplex mit dem Café Daphne's, der Bar The Waterhole und dem Lassiter's Hotel, sowie eine örtliche Autowerkstatt, eine High School und ein Krankenhaus.

## Drehorte
Die Außenaufnahmen finden im Pin Oak Court statt. Diese Straße befindet sich im Melbourner Vorort Vermont South. Alle dargestellten Häuser sind echt. Die Eigentümer erlauben der Produktion vertraglich, Außenszenen vor und auf ihren Grundstücken zu drehen. Da die Straße zu einem beliebten Ziel von Touristen geworden ist, werden ganzjährig geführte Touren angeboten.
Die Innenaufnahmen werden seit November 1985 in den Global Television Studios in Forest Hill gedreht.

## Darsteller
Etliche Darsteller wurden auch über die Serie hinaus international berühmt. Beispiele hierfür sind Peter O’Brien, Kylie Minogue, Jason Donovan, Guy Pearce, Craig McLachlan, Alan Dale, Russell Crowe, Rachel Blakely, Natalie Imbruglia, Kimberley Davies, Radha Mitchell, Jesse Spencer, Brooke Satchwell, Holly Valance, Jay Bunyan, Brett Tucker, Madeleine West, Delta Goodrem, Eliza Taylor, Dichen Lachman, Nicky Whelan, Ben Lawson, David Hoflin, Adelaide Kane, Liam Hemsworth, Caitlin Stasey, Margot Robbie, Ashleigh Brewer, Jordan Patrick Smith, Taylor Glockner, Bob Morley, Felix Mallard und Jai Waetford.
Darüber absolvierten unter anderem Derek Nimmo, André Rieu, Katherine Kelly Lang, Courtney Act, Jake Shears und Russell Brand Cameo-Auftritte.

### Hauptdarsteller der in Deutschland ausgestrahlten Folgen
| Rolle                        | Schauspieler                 | Zeitraum                                      | Deutsche Synchronstimme                       |
| ---------------------------- | ---------------------------- | --------------------------------------------- | --------------------------------------------- |
| Harold Bishop                | Ian Smith                    | 1987–1991, 1996–2009, 2011, 2015, 2022        | Michael Rüth                                  |
| Des Clarke                   | Paul Keane                   | 1985–1990, 2015, 2020, 2021, 2022             | Marcus Off                                    |
| Eileen Clarke                | Myra De Groot                | 1985–1988                                     | Maria Sebaldt Anita Höfer                     |
| Jamie Clarke                 | Sarah Jane Dey               | 1987–1988                                     | –                                             |
| Malcolm Clarke               | Noel Trevarthen              | 1987–1988                                     |                                               |
| Susan Cole                   | Gloria Ajenstat              | 1986–1987                                     |                                               |
| Helen Daniels                | Anne Haddy                   | 1985–1997                                     | Eva-Ingeborg Scholz Gisela Matt Gisela Hoeter |
| Rosemary Daniels             | Joy Chambers                 | 1985–1998, 2005, 2010                         |                                               |
| Bronwyn Davies               | Rachel Friend                | 1988–1990                                     |                                               |
| Sharon Davies                | Jessica Muschamp             | 1988–1990, 2022                               |                                               |
| Zoe Davis                    | Alexandra Fowler             | 1986                                          | Michele Sterr                                 |
| Nikki Dennison               | Charlene Fenn                | 1986–1987                                     | Julia Haacke                                  |
| Clive Gibbons                | Geoff Paine                  | 1986–1987, 1989, 2017–2022                    |                                               |
| Jane Harris                  | Annie Jones                  | 1986–1989, 2005, 2018–2019, 2020–2022         | Uta Kienemann                                 |
| Terry Inglis/Robinson        | Maxine Klibingaitis          | 1985                                          | Alexandra Ludwig                              |
| Katie Landers                | Sally Jensen                 | 1987–1989                                     | Diana Greifenstein                            |
| Todd Landers                 | Kristian Schmid              | 1987–1992                                     | Philipp John                                  |
| Daphne Lawrence/Clarke       | Elaine Smith                 | 1985–1987, 1988                               | Frauke Raiser                                 |
| Gail Lewis/Robinson          | Fiona Corke                  | 1987–1989, 2005–2007, 2019                    | Michele Sterr                                 |
| Rob Lewis                    | Ernie Bourne                 | 1987–1989                                     | Gernot Duda                                   |
| Joe Mangel                   | Mark Little                  | 1988–1991, 2005, 2022                         |                                               |
| Nell Mangel                  | Vivean Gray                  | 1986–1988                                     | Haide Lorenz                                  |
| Beverly Marshall             | Lisa Armytage                | 1987–1989                                     | Maria Böhme                                   |
| Charlene Mitchell/Robinson   | Kylie Minogue                | 1986–1988, 2022                               | Claudia Kleiber                               |
| Henry Mitchell/Ramsay        | Craig McLachlan              | 1987–1989                                     | Marc Rosenberg Niko Macoulis                  |
| Nick Page                    | Mark Stevens                 | 1988–1990                                     |                                               |
| Melanie Pearson              | Lucinda Cowden               | 1987, 1988, 1989–1991, 2005, 2021–2022        |                                               |
| Danny Ramsay                 | David Clencie                | 1985–1986, 2005                               |                                               |
| Madge Ramsay/Mitchell/Bishop | Anne Charleston              | 1986–1992, 1996–2001, 2015, 2022              | Doris Jensen Kerstin de Ahna                  |
| Maria Ramsay                 | Dasha Blahova                | 1985                                          | Doris Jensen                                  |
| Max Ramsay                   | Francis Bell                 | 1985–1986                                     | Hans-Rainer Müller                            |
| Shane Ramsay                 | Peter O’Brien                | 1985–1988, 2022                               | Joachim R. Iffland                            |
| Tom Ramsay                   | Gary Files                   | 1986, 1990–1991, 2015                         | Hans-Rainer Müller                            |
| Hilary Robinson              | Anne Scott-Pendlebury        | 1987, 1988, 1989–1990, 2005, 2015, 2017, 2018 |                                               |
| Jim Robinson                 | Alan Dale                    | 1985–1993, 2018, 2019                         | Reinhard Brock                                |
| Julie Robinson               | Vikki Blanche                | 1985                                          | Michele Sterr                                 |
| Lucy Robinson                | Kylie Flinker Sasha Close    | 1985–1987 1987–1989                           | Sabine Bohlmann Mirjam Kink                   |
| Paul Robinson                | Stefan Dennis                | 1985–1993, 2004–2022                          | Kai Taschner                                  |
| Scott Robinson               | Darius Perkins Jason Donovan | 1985 1986–1989, 2022                          | Klaus Purkart                                 |
| Tony Romeo                   | Nick Carrafa                 | 1987–1988                                     |                                               |
| Sally Wells                  | Rowena Mohr                  | 1987–1988                                     |                                               |
| Mike Young                   | Guy Pearce                   | 1986–1989, 2022                               | Wolfgang Schatz                               |

### Weitere Hauptdarsteller
| Rolle                | Schauspieler        | Zeitraum                               |
| -------------------- | ------------------- | -------------------------------------- |
| Paul Robinson        | Stefan Dennis       | 1985–1993, 2004–2025                   |
| Clive Gibbons        | Geoff Paine         | 1986–1987, 1989, 2017–2022             |
| Jane Harris          | Annie Jones         | 1986–1989, 2005, 2018–2019, 2020–      |
| Melanie Pearson      | Lucinda Cowden      | 1987, 1988, 1989–1991, 2005, 2021–2022 |
| Karl Kennedy         | Alan Fletcher       | 1994–2025                              |
| Susan Kennedy        | Jackie Woodburne    | 1994–2025                              |
| Toadie Rebecchi      | Ryan Moloney        | 1995–2025                              |
| Amy Greenwood        | Jacinta Stapleton   | 1997–2000, 2005, 2020, 2021–2022       |
| Donna Freedman       | Margot Robbie       | 2008-2011                              |
| Kyle Canning         | Chris Milligan      | 2008–2016, 2019–2022                   |
| Sheila Canning       | Colette Mann        | 2012–2022                              |
| Nell Rebecchi        | Scarlett Anderson   | 2013–2025                              |
| Terese Willis        | Rebekah Elmaloglou  | 2013–2025                              |
| Aaron Brennan        | Matt Wilson         | 2015–2025                              |
| Ned Willis           | Ben Hall            | 2016–2022                              |
| David Tanaka         | Takaya Honda        | 2016–2024                              |
| Yashvi Rebecchi      | Olivia Junkeer      | 2017–2022                              |
| Chloe Brennan        | April Rose Pengilly | 2018–2022                              |
| Hugo Somers          | John Turner         | 2018–2022                              |
| Roxy Willis          | Zima Anderson       | 2019–2022                              |
| Harlow Robinson      | Jemma Donovan       | 2019–2022                              |
| Mackenzie Hargreaves | Georgie Stone       | 2019–2024                              |
| Hendrix Greyson      | Benny Turland       | 2019–2022                              |
| Levi Canning         | Richie Morris       | 2020–2022                              |
| Nicolette Stone      | Charlotte Chimes    | 2020–2022                              |
| Wendy Rodwwll        | Candice Leask       | 2021–2025                              |
| Reece Sinclair       | Mischa Barton       | 2023                                   |
| Cara Varga-Murphy    | Sara West           | 2023–2025                              |
| Matt Ramsey          | Ben Jackson         | 2024–2025                              |

## Titelmusik
Die australische Titelmusik wurde von Tony Hatch komponiert. Seine damalige Frau Jackie Trent schrieb den Text.
Für die Ausstrahlung in Deutschland wurde ein neues Titellied von Quirin Amper Jr. komponiert. Der Text stammt von Günther Behrle. Gesungen wurde das deutsche Titellied von Tommy Steiner.

## Auszeichnungen und Nominierungen
Nachbarn erhielt im Laufe der Jahre eine Vielzahl von Auszeichnungen und Nominierungen, darunter 71 Nominierungen für die Logie Awards, von denen 30 gewonnen wurden. Im Jahr 2005 wurde die Serie in die Logie Awards Hall of Fame aufgenommen.
1988 wurde die 19-jährige Kylie Minogue als jüngste Person mit einem Gold Logie ausgezeichnet.
Bei den Penguin Awards der Television Society of Australia wurden Anne Charleston (1987) und Anne Haddy (1988) in der Kategorie „Beste Leistung einer Schauspielerin in einer Serie oder Reihe“ ausgezeichnet.
Zudem wurde Nachbarn bisher zweimal bei der Preisverleihung der Rose d’Or nominiert.

## Episoden
| Staffel | Episoden (Anzahl) | Deutsche Erstausstrahlung                                        | Australische Erstausstrahlung       |
| ------- | ----------------- | ---------------------------------------------------------------- | ----------------------------------- |
| 1       | 1–170 (170)       | 9. Oktober 1989 – 8. Juni 1990                                   | 18. März 1985 – 8. November 1985    |
| 2       | 171–400 (230)     | 11. Juni 1990 – 9. Mai 1991                                      | 20. Januar 1986 – 5. Dezember 1986  |
| 3       | 401–637 (236)     | 10. Mai 1991 – 31. Dezember 1991 24. Juni 1992 – 2. Oktober 1992 | 12. Januar 1987 – 8. Dezember 1987  |
| 4       | 638–876 (238)     | 5. Oktober 1992 – 18. August 1993                                | 13. Januar 1988 – 12. Dezember 1988 |

Die deutsche Erstausstrahlung endete am 18. August 1993 mit Episode 844.

## Merchandise
In Australien und Großbritannien wurden diverse Bücher, Tonträger, VHS-Kassetten und DVD-Boxen veröffentlicht. Zudem gab es Brettspiele, Sammelkarten und Stickeralben. Die australische Post gab mehrere Briefmarkenserien heraus. 2019 wurde im Rahmen der Great Aussie Coin Hunt eine spezielle 1 AU$ Münze geprägt.

### DVD-Veröffentlichungen
- 2002: „Neighbours: Defining Moments“ (15 Episoden)
- 2007: „Neighbours: The Iconic Episodes Volume 1“ (23 Episoden)
- 2007: „Neighbours: The Iconic Episodes Volume 2“ (24 Episoden)
- 2012: „Neighbours: From The Beginning Volume 1“ (Episoden 1–56)
- 2012: „Neighbours: The Charlene Years Volume 1“ (Episoden 234–297)
- 2012: „Neighbours: From The Beginning Volume 2“ (Episoden 57–112)
- 2012: „Neighbours: From The Beginning Volume 3“ (Episoden 113–168)
- 2013: „Neighbours: From The Beginning Volume 4“ (Episoden 169–233)
- 2015: „Neighbours 30th: The Stars Reunite“

In Deutschland veröffentlichte das Label Fernsehjuwelen im Frühjahr 2012 die ersten 60 Folgen von Nachbarn auf drei DVD-Boxsets. Im Jahr 2021 erschienen zwei weitere Boxsets mit jeweils 60 Folgen.

## Remakes
Nachbarn stand Pate für die italienische Daily Soap Un posto al sole (Ein Platz an der Sonne), die seit 1996 von FremantleMedia Italia produziert und bei Rai 3 ausgestrahlt wird.
Basierend auf Charakteren und Geschichten aus dem Jahr 2012 wird die Serie Komşular (Nachbarn) seit 2017 bei FOX Türkiye ausgestrahlt.
Helmut Thoma bestellte für RTL die Daily Soap Unter uns, nachdem er Nachbarn gesehen hatte. Allerdings sind die Charaktere und Geschichten nicht direkt an Nachbarn angelehnt.

## Trivia
Im März 2020 musste die Produktion inmitten der COVID-19-Pandemie ausgesetzt werden. Nach einer vorgezogenen Osterpause wurde die Produktion am 27. April 2020 wieder aufgenommen. Damit war Nachbarn die erste fiktionale Serie, die die Produktion während der ersten Welle der Pandemie wieder aufnahm. Das angewandte Sicherheitskonzept wurde von anderen Produktionen weltweit übernommen.